# Libatse
Libatse es una localidad situada en el municipio de Põhja-Pärnumaa, en el condado de Pärnu, Estonia. Tiene una población estimada, en 2021, de 328 habitantes.
Está ubicada al noreste del condado, a poca distancia del río Pärnu y de la frontera con el condado de Rapla.